# Дорвей
Дорвей (от англ. doorway — входная дверь, портал) или входная страница — вид поискового спама, веб-страница, специально оптимизированная под конкретный запрос или группу поисковых запросов, с целью её попадания на высокие места в результатах поиска по этим запросам и дальнейшего перенаправления посетителей на другой сайт или страницу.
Иногда дорвеем называют и целый веб-сайт, состоящий из таких страниц.

## Основные сведения
Как правило, содержимое дорвея не представляет никакой информационной ценности для посетителя страницы, и содержит в себе ссылку или автоматическую переадресацию (редирект) на некоторую другую целевую страницу или сайт.
Редирект технически может быть реализован при помощи сценариев JavaScript, HTML-тега Meta refresh, Macromedia Flash и других технологий. В последнее время многие поисковые боты научились отслеживать быстрый редирект и перестали индексировать такие страницы. Поэтому создателям дорвеев приходится использовать более изощрённые методы перенаправления пользователей на целевой ресурс. Например, «принуждая» их нажимать на кнопку «Вход» или изображение-ссылку.
Оптимизация страницы осуществляется путём искусственного увеличения факторов ранжирования страницы поисковой системой, например за счёт создания страницы с текстом с большой частотой вхождения фразы нужного запроса.
Дорвеи, как и другие виды поискового спама, относятся к так называемой «чёрной оптимизации», и поэтому поисковые системы стремятся автоматически и вручную исключать их из своих индексов, как сайты, не имеющие никакой смысловой нагрузки для людей, а используемые исключительно для обмана поисковых роботов и, в большинстве случаев, для извлечения прибыли. В основном, заработок осуществляется за счёт перенаправления трафика из дорвеев на партнерские сайты.

## Генераторы дорвеев
Программы для автоматического создания дорвеев на жаргоне поисковых оптимизаторов известны как «доргены».
Часто они используют такие статистические методы, как марковские цепи, для создания множества страниц с бессмысленным текстом на основе списка ключевых слов и коллекции тематических текстов. Такой подход позволяет без участия человека создавать страницы с неповторяющимся содержимым, которые поисковые системы не классифицируют как дубликаты других страниц. Тексты получаются локально, на уровне соседних слов, похожими на естественный текст, что затрудняет их автоматическое обнаружение. Но в последнее время успешно разрабатываются методы для их идентификации.
Кроме марковских цепей применяются и другие методы:
- Использование синонимизаторов для получения уникального текста из существующего текста заменой слов на их синонимы. Такие тексты часто легко обнаружить по появлению словосочетаний, нехарактерных для естественной речи. Так, например, «Новый год» может быть заменён на «свежий год», а «друг от друга» — на «товарищ от друга». Некоторые генераторы даже не затрудняют себя тем, чтобы поправить окончания у слов при замене, так как окончания почти не влияют на поисковую индексацию.
- Склейка сниппетов из результатов поиска по целевым запросам.
- Использование систем машинного перевода.[4]

Созданные страницы могут быть связаны ссылками между собой и, иногда, с другими сайтами, размещающими дорвеи. Некоторые генераторы дорвеев способны динамически, во время запроса, создавать страницы или целые сайты и сочетать их с такими приёмами, как клоакинг, другие же генерируют статический набор HTML-страниц.
Также среди дорвейщиков популярен спам ссылок на свои дорвеи для поднятия позиций в выдаче поисковика.

## Типы дорвеев
- Нелегальные дорвеи — данный вид дорвеев выполняет перенаправление посетителей сайта, обычно с поисковой выдачи, на другую страницу, где его монетизируют. Для данного вида дорвея характерен клоакинг или обман поисковых систем. Такие дорвеи после попадания в поисковый индекс если и приносят хороший трафик, то быстро банятся поисковиками.
- Полулегальные дорвеи — это один из видов сайтов. Обычно он ничем не примечателен за исключением того, что часть ссылок с этого сайта ведёт на другой партнерский сайт, где производится монетизация посетителя. Определить такие сайты проблематично, поэтому они достаточно долго находятся в поисковом индексе.
- Легальные дорвеи — это информативные страницы сайта, чаще всего содержащие качественные уникальные полезные тексты для посетителей. Также на такой странице присутствуют ссылки на партнёрский сайт.

Разделение дорвеев на эти типы очень условное. Где находится грань между каждым из типов, каждый выбирает самостоятельно.
- Дорвеи для людей — один из подвидов легальных дорвеев, который не банится поисковыми системами. Обычно такой дорвей содержит некоторые полезные данные, сгенерированные при помощи алгоритмов. Например, расстояние между двумя точками мира.

## В культуре
Дорвеи стали предметом эстетического и философского исследования и получили признание как культурный феномен наряду со спам-поэзией и фларфом.